# Sergio de la Puente
Sergio de la Puente (Granada, 1975) es un pianista y compositor español.

## Trayectoria
Su nombre completo es Sergio García de la Puente, pero firma su obra como Sergio G. de la Puente o como Sergio de la Puente. Ha sido miembro de la Orquesta de Cámara Pablo Picasso de Málaga. Su música se inspira principalmente en la de compositores de bandas sonoras como Bernard Herrmann, Michael Nyman, John Williams o Wim Mertens. Ha compuesto música para Películas, obras teatrales, cortometrajes, anuncios publicitarios, grandes Eventos y programas televisivos. Su primer álbum, El fuego vivido, que se podría catalogar como música New Age, recoge varios de sus trabajos para televisión, y en él colaboraron la Orquesta de Cámara Pablo Picasso, el grupo granadino de música celta Supervivientes, el guitarrista José Ignacio Lapido; el título del álbum se debe a un cuadro del pintor José Manuel Darro, El fuego vivo, que éste le prestó para la portada. Su segundo álbum, Bajo la ciudad, se publicó el 25 de septiembre de 2007, y además de la música sinfónica abarca otros estilos como el funk, la bossa nova o el flamenco; en él han participado entre otros la Orquesta Sinfónica de Bratislava, el percusionista irlandés Robert O'Connor y el violinista de origen armenio Ara Malikian. A través de Malikian conocieron en Warner Music Spain la obra de De la Puente, y lo contrataron para la distribución de Bajo la ciudad, que publicó en su propio sello, Ebony & Ivory ("Ébano y Marfil").
En enero de 2010 fue preseleccionado como candidato para los Oscar de Hollywood por la banda sonora de El Lince Perdido. Ese mismo año firmaba la banda sonora del cortometraje nominado al Oscar a mejor cortometraje de Animación dirigido por Javier Recio Gracia y producido por Antonio Banderas "La Dama y la Muerte" reportándole premios y menciones por la partitura. A estos largometrajes siguieron el largometraje documental Los Ojos de la Guerra sobre los corresponsales en conflictos bélicos con Arturo Pérez Reverte, David Beriaín, Rosa María Calaf entre otros. Después de Trabajar para la comedía Amigos 2011, firmó la Música del primer largometraje Venezolano en obtener el Goya a mejor Largometraje Iberoamericano Azul y no tan Rosa dirigido por Miguel Ferrari y que fue un rotundo éxito en Venezuela confirmándola como una de las películas más taquilleras de la historia. Su última partitura para el largometraje Extraordinary Tales de Raúl García le ha cosechado numerosas menciones y críticas a nivel internacional. Se trata de un largometraje de animación basado en cinco relatos de Edgar Allan Poe con las voces de Christopher Lee, Bela Lugosi, Guillermo del Toro y Roger Corman.
En octubre de 2017 publicó su tercer álbum de estudio, Cabot Cove, que presentó en directo con un concierto en el granadino Teatro CajaGranada. El disco está formado por once canciones de inspiración folk celta y cuenta con la colaboración del grupo Coffee & Wine en dos de ellas. En abril de 2018 se anunció que el granadino había sido elegido para componer la banda sonora de los juegos del Mediterráneo 2018. A finales de ese mismo año se estrenó la película Sin Fin, dirigida por los hermanos César y José Esteban Alenda y protagonizada por Javier Rey y María León, con banda sonora de Sergio de la Puente grabada junto a la Orquesta Sinfónica de Bratislava y en la que contaba de nuevo con la colaboración de Ana Franco, cantante de Coffee & Wine, en Timeless, el tema principal de la película.
En 2020 fue nominado a los premios de la Academia de Cine de España, Goya a mejor Canción por "Nana de las dos Lunas", interpretada por Mariaca Semprún, de la película La Noche de las dos Lunas dirigida por Miguel Ferrari. En agosto de 2020 fue nominado a los Premios de la Academia de Cine de Venezuela por la banda sonora de La Noche de las dos Lunas.

## Obra

### Discografía
- El fuego vivido (Ebony & Ivory, 1999).
- Bajo la ciudad (Ebony & Ivory, 2007).
- BSO El Lince Perdido (Warner Music, 2009).
- BSO Azul y no tan rosa (Ebony & Ivory, 2012).
- BSO "Extraordinary Tales" (Ebony & Ivory, 2015)
- Cabot Cove (Ebony & Ivory, 2017).
- BSO "Sin Fin" (Rosetta Soundtrack Records, 2018)

### Filmografía
- Egos, cortometraje dirigido por Germán Esteva, 2001.
- Fiesta, una de las piezas del proyecto colectivo Los diminutos del calvario dirigida por Antonio Hens, 2002.
- El secreto del héroe, largometraje para televisión de Leo Vega, 2003.
- Ego te absolvo, cortometraje dirigido por Julián Peñafiel.
- Seres extravagantes, documental sobre el escritor cubano Reinaldo Arenas dirigido por Manuel Zayas, 2004.
- El orgullo del sapo, cortometraje dirigido por Gabi Beneroso y Kike Canalla, 2004.
- Bluff!, cortometraje dirigido por Tacho González, 2005.
- Érase perdices, serie de animación para televisión, 2005.
- La historia de Cascabel, cortometraje de animación dirigido por Rafael Linares, 2005.
- El chupinazo, cortometraje dirigido por Eva Patricia Fernández, 2005.
- Mi tío Paco, cortometraje dirigido por Tacho González, 2006.
- Manolo marca registrada, cortometraje de animación dirigido por César Estevan Alenda, 2006.
- Manolo Global, cortometraje de animación dirigido por César Estevan Alenda, 2006.
- El niño que quiso tocar el cielo, cortometraje dirigido por Marco Fettolini, 2007.
- Clandestinos, largometraje de Antonio Hens, 2007.
- The Missing Lynx, largometraje de animación de Manuel Sicilia, 2008.
- Harraga, cortometraje dirigido por Eva Patricia Fernández y Mario de la Torre, 2008.
- El orden de las cosas, cortometraje de los hermanos Esteban Alenda, 2010.
- Amigos, largometraje dirigido por Borja Manso y Marcos Cabotá, 2011.
- Azul y no tan Rosa, Largometraje dirigido por Miguel Ferrari, 2012.
- Los Ojos de la Guerra, Largometraje documental dirigido por Roberto Lozano 2013
- Inertial Love, Cortometraje de los Hermanos Esteban Alenda 2014
- Extraordinary Tales, Largometraje dirigido por Raúl García 2015
- Not The End" Cortometraje de los Hermanos Esteban Alenda 2015

### Música para teatro
- The Gagfather, de la compañía Yllana.
- La Novia de Papá", de la Compañía Arequipa
- Los constructores de imperios, de la compañía Dragones en el Andamio.
- Marionetas del pene, de la compañía Yllana.
- Spingo, de la compañía Yllana.
- Star Trip, de la compañía Yllana.
- Un caballo en el cielo, de la compañía DA.TE DANZA.
- Venecia, de la compañía Dragones en el Andamio.

### Colaboraciones
- Piano en la pieza Jeroglíficos del álbum Luz de ciudades en llamas, de José Ignacio García Lapido (Pop Quark, 2001).